# Las Nogueras
Las Nogueras és una pedania del municipi valencià de Requena (Plana d'Utiel). El 2009 tenia 17 habitants.
Situada a la Serra de Juan Navarro, al nord del terme municipal, la pedania de las Nogueras és el de major altitud de totes les de requena, amb 1.010 metres sobre el nivell del mar. S'arriba per la carretera comarcal CV-392 que comunica amb Requena, a 30 quilòmetres, i amb Utiel, a menor distància. Prop trobem els llogarets d'Estenas (Utiel), Villar de Olmos i la Cañada.
Als voltants de las Nogueras hi ha tres grans finques: La Pedrosa i Benaca es dediquen especialment a la caça, mentre que la finca de Las Nogueras es dedica a l'explotació agrícola, amb dos mil noguers, vinyes i cereal.